# Малые противолодочные корабли проекта 204
Малые противолодочные корабли проекта 204 — по классификации НАТО: Poti corvette class — серия советских малых противолодочных кораблей стоявшие на вооружении Военно-морских сил СССР, Болгарии и Румынии.
Относятся к кораблям 4-го ранга.

## История

### Создание проекта
Малые противолодочные корабли проекта 204 являются результатом модификации и дальнейшего развития аналогичных кораблей проекта 201. Задание на разработку подобного судна было выдано в 1956 году Зеленодольскому ПКБ. Главным конструктором был назначен А.В.Кунахович, а главным наблюдающим от ВМФ – капитан 2 ранга Н.Д.Кондратенко. Стандартное водоизмещение выросло до 440 тонн, но вместе с тем значительно усилилось и вооружение противолодочного судна. После итоговых испытаний создатели были награждены Ленинской премией.

### Энергоустановка
Энергоустановка была оригинальной: туда входили гребные винты, помещённые в трубы с соплами. Винты вращались дизелями М-504, а в трубах газотурбокомпрессоры Д-2К нагнетали воздух, создавая дополнительную тягу и повышая скорость в два раза. Установка подобного типа внедрялась на сторожевиках проекта 35, однако ожидаемого повышения скорости не было, да и установка не подходила по многим другим параметрам. Тем не менее, противолодочных кораблей с подобной установкой было построено не менее 60 единиц.
Изначально автором установки считался Б.К.Ильинский, но после распада СССР выяснилось, что создателем на самом деле является К.А.Путилов: в 1946 году после совещания у И.В.Сталина на тему улучшения ходовых качеств охотников за подводными лодками учёные начали разработку новой энергоустановки (тем более выяснилось, что в США строятся первые атомные подлодки. При этом первая атомная подлодка в США была заложена только в 1952 году). Помощь в поисках решения оказал НКВД, который помог найти на кафедре физики МАИ, руководимой К.А.Путиловым, группу во главе с А.В.Волковым, работавшую над созданием реактивных двигателей для кораблей. За десять дней была организована лаборатория во главе с профессором К.А.Путиловым, однако быстрого результата добиться не удалось. Только в начале 1950-х годов были проведены первые натурные испытания и появилась возможность начать работы над энергетической установкой для кораблей. В 1951 году ЦНИИ им. Крылова как головной организации Минсудпрома в вопросах научного обеспечения кораблестроения удалось на завершающем этапе работ провести на одну из руководящих должностей своего представителя Б.К.Ильинского, который стал преемником К.А.Путилова после его смерти, и смог довести исследования до логического завершения.

### Вооружение
Противолодочное вооружение включало четыре однотрубных 400-мм торпедных аппарата для стрельбы противолодочными торпедами СЭТ-40 и две установки РБУ-6000 (на первых двух корпусах были установлены старые РБУ-2500). Артиллерийское вооружение состояло только из спаренной башенной автоматической 57-мм артустановки АК-725, размещённой в средней части корабля (на первых двух – открытая установка ЗИФ-31) с РЛС управления «Барс». Размещение было неудачным, однако выбора по большому счёту не было: на носу место было занято РБУ-6000, а в корме воздухоприёмниками главной энергетической установки. Освещение надводной обстановки велось с помощью РЛС «Рубка», а подводной – с помощью ГАС «Геркулес-2М». Имелся также комплекс «Бизань-4Б».

### Строительство
На трёх заводах было построено 66 кораблей данного проекта: 31 на ССЗ им. Горького в Зеленодольске, 24 на ССЗ «Залив» в Керчи и 11 на Хабаровском ССЗ. Шесть из них были переданы ВМС Болгарии («Храбри», «Строги», «Летящи», «Безстрашни», «Бдителни» и «Напористи»), три корабля — ВМС Румынии (построены по экспортному проекту 204-Э, который предусматривал более простую компоновку). И всё же вышло так, что корабли сдавались флоту в период быстрого роста боевых возможностей ПЛ и авиации и уже в процессе постройки стали морально устаревать, поэтому Главком ВМФ дал указание начать разработку нового корабля с повышенными возможностями ПВО и более мощной ГАС («рабочая лошадка флота», основной противолодочный корабль в прибрежной и ближней морской зонах).

### Служба
Корабли служили на всех четырёх флотах ВМФ СССР: на Черноморском флоте – 17, на Тихоокеанском – 11, на Балтийском – 22 и на Северном – 11 единиц. В середине 1980-х – начале 1990-х все они были списаны, некоторые были превращены в опытовые суда, некоторые – в учебные.